# Локомотив (стадион, Горна Оряховица)
Вижте пояснителната страница за други значения на Стадион „Локомотив“.
„Локомотив“ е стадион в Горна Оряховица. На него домакинските си мачове играе футболен клуб „Локомотив (Горна Оряховица)“. Стадионът е с капацитет от 10 500 седящи места.

## История
Градският стадион в Горна Оряховица е официално открит на 14 август 1956 г. Дълги години носи името „Димитър Дюлгеров“. По времето на социализма с правостоящи събира до 20 000 зрители.
Съоръжението е обновено през 2016 г., като ремонтът е на стойност около 1 млн. лева.